# Мурфета Кајкуш
Мурфета Кајкуш (Глобочица, 1954) је српски публициста и новинарка горанског порекла.

## Биографија
Завршила је српско-хрватски језик и југословенску књижевност на Филолошком факултету у Приштини. Водитељ је прве радио емисије у Србије емитоване искључиво на горанском Гора у срцу на Радио сто плус у Новом Пазару, где живи са својим супругом и децом. Њен син др Амир Кајкуш је председник првог сазива Националног савета Горанаца у Србији.
Професор Владимир Бован је 1973.године у својој књизи О усменој књижевности Горанаца, навео да су најчистије облике народне књижевности Горанаца записали и сачували од заборава управо Мурфета Кајкуш и Сехат Мисини, тада студенти.
Писала је предговоре за књиге многобројних горанских аутора као што су Бехадин Ахметовић, Зејнел Зејнели, Харун Хасани.

#### Дела
- Горанска свадба (2024, Национални савет горанске националне мањине у Републици Србији, Нови Пазар)[2]

## Извори
1. ↑  srce, gora vo (2023-10-27). „Intervju so istaknuta Goranka Murfeta Kajkuš”. GORA VO SRCE (на језику: бошњачки). Приступљено 2025-05-08.
2. ↑  „књига Мурфете Кајкуш”. Кобис.